# 440'erne
Århundreder: 4. århundrede – 5. århundrede – 6. århundrede
Årtier: 390'erne 400'erne 410'erne 420'erne 430'erne – 440'erne – 450'erne 460'erne 470'erne 480'erne 490'erne
År: 440 441 442 443 444 445 446 447 448 449